# 제71회 미국 감독 조합상
제71회 미국 감독 조합상은 2018년 뛰어난 활동을 보인 영화 감독을 기리기 위해 2019년 2월에 열린 시상식이다.

## 수상 및 후보

### 감독상(영화부문)
- 로마 - 알폰소 쿠아론 수상
- 스타 이즈 본 - 브래들리 쿠퍼
- 그린 북 - 피터 패럴리
- 블랙클랜스맨 - 스파이크 리
- 바이스 - 아담 맥케이

### 감독상(신인감독부문)
- 에이스 그레이드 - 보 번햄 수상
- 스타 이즈 본 - 브래들리 쿠퍼
- 블라인드스포팅 - 까를로스 로페즈 에스트라다
- 어 프라이빗 워 - 매튜 헤인먼
- 쏘리 투 보더 유 - 부츠 라일리

### 감독상(TV영화부문)
- Succession - 아담 맥케이 수상
- Ozark - 제이슨 베이트먼
- Homeland - 레슬리 링카 글래터
- The Americans - 크리스 롱
- The Handmaid’s Tale - 다이너 레이드

### 감독상(TV정기편성부문)
- Saturday Night Live - 돈 로이 킹 수상
- 리얼 타임 위드 빌 마허 - 폴 G. 케이지
- Who Is America? - 사챠 바론 코헨 외 3명
- 더 레이트 쇼 위드 스티븐 콜버트 - 짐 호스킨슨
- 라스트 위크 투나잇 위드 존 올리버 - 폴 페놀리노

### 감독상(특별부문)
- The 60th Grammy Awards - 루이스 J. 호빗츠 수상
- The Late Late Show Carpool Karaoke Primetime Special 2018 - TIM MANCINELLI 외 1명
- Bill Maher: Live from Oklahoma - 베스 맥카시-밀러
- Steve Martin and Martin Short: An Evening You Will Forget for the Rest of Your Life - 마커스 라보이
- The 72nd Annual Tony Awards - 글렌 웨이스

### 감독상(드라마시리즈)
- Escape at Dannemora - 벤 스틸러 수상
- Maniac - 캐리 후쿠나가
- Jesus Christ Superstar Live in Concert - 데이비드 르보 외 1명
- 패터노 - 배리 레빈슨
- Sharp Objects - 장 마크 발레

### 감독상(코미디시리즈)
- Barry - 빌 헤이더 수상
- 애틀랜타 - 도날드 글로버
- Atlanta - HIRO MURAI
- The Marvelous Mrs. Maisel - 다니엘 팰라디노
- The Marvelous Mrs. Maisel - 에이미 셔만

### 감독상(리얼리티쇼)
- The Final Table - 러셀 노먼 수상
- Better Late Than Never - NEIL P. DeGROOT
- Iron Chef Gauntlet - 에이탄 켈러
- American Ninja Warrior - PATRICK McMANUS
- The Amazing Race - 버트램 반 먼스터

### 감독상(어린이프로그램)
- When You Wish Upon a Pickle: A Sesame Street Special - JACK JAMESON 수상
- A Series of Unfortunate Events - 알랜 아커쉬
- The Dangerous Book for Boys - 그렉 모톨라
- 레모니 스니켓의 위험한 대결 - 배리 소넨펠드
- A Series of Unfortunate Events - 보 웰치

### 감독상(다큐멘터리부문)
- 쓰리 아이덴티컬 스트레인저스 - 팀 워들 수상
- 원트 유 비 마이 네이버? - 모건 네빌
- 헤일 카운티 디스 모닝, 디스 이브닝 - 라멜 로스
- 프리 솔로 - 엘리자베스 차이 베사헬리 외 1명
- RBG - 벳시 웨스트 외 1명

### 감독상(광고부문)
- 스파이크 존즈 수상
- 프레드릭 본드
- 마틴 드 스라
- 데이비드 쉐인
- 스티브 에이슨